# Јефта Јевтовић
Јефта Јефтовић (1931 – 2011) био је српски историчар уметности и дугогодишњи директор Народног музеја Србије. Сматра се једном од кључних личности у развоју српске музеологије у другој половини 20. века.

## Биографија

### Образовање и рана каријера
Студије историје уметности завршио је на Филозофском факултету у Београду. Од 1956. године радио је у културним институцијама у Београду, а био је и управник Дома културе Западни Врачар.

### Директор Народног музеја Србије
Од октобра 1980. до одласка у пензију 1996. године, Јефтовић је био директор Народног музеја у Београду. Током овог раздобља музеј је наставио са реализацијом бројних археолошких ископавања, унапређењем медијске промоције и побољшањем укупне функционалности установе. Као директор два републичка музеја, допринео је њиховом програмском профилисању, осавремењавању и већој повезаности са публиком и друштвеном средином.

## Значај и допринос
Јефта Јефтовић је оставио значајан траг у области музеологије и историје уметности у Србији. Његов рад обележила је посвећеност унапређењу музејске делатности, као и афирмацији музеја као савремене културне институције.